# Orchestra Filarmonica di Brno
L'Orchestra Filarmonica di Brno (in lingua ceca Filharmonie Brno) è un'orchestra con sede a Brno nella Repubblica Ceca. Sostituì l'Orchestra sinfonica Ceca fondata negli anni 1870. L'attuale orchestra venne costituita nel 1956 con la fusione dell'Orchestra della Radio e dell'Orchestra sinfonica regionale di Brno, con Břetislav Bakala nel ruolo di direttore principale.  Dal 2009 il suo direttore principale è Aleksandar Marković.

## Direttori principali
- Břetislav Bakala (1956–1958)
- Jaroslav Vogel (1959–1962)
- Jiří Waldhans (1962–1978)
- František Jílek (1978–1983)
- Petr Vronský (1983–1991)
- Leoš Svárovský (1991–1995)
- Otakar Trhlík (1995–1997)
- Aldo Ceccato (1997–2000)
- Petr Altrichter (2002–2009)
- Aleksandar Marković (2009–in attività)

## Direttori emeriti
- Charles Mackerras (2007–2010)
- Caspar Richter (2002–ad oggi)